# Oksana Fabríchnova
Oksana Fabríchnova (Moscú, República Socialista Federativa Soviética de Rusia, 24 de octubre de 1978) es una gimnasta artística rusa, bimedallista de bronce en 1994 en la barra de equilibrio y en el concurso por equipos.

## 1994
En el Mundial de Dortmund 1994 ganó el bronce en el concurso por equipos, tras Rumania y Estados Unidos, siendo sus compañeras de equipo: Svetlana Khorkina, Dina Kochetkova, Elena Lebedeva, Elena Grosheva, Evgenia Roschina y Natalia Ivanova. 
Asimismo, en el Mundial que se celebró en Brisbane (Australia) el mismo año también consigue el bronce en la viga de equilibrio, tras la estadounidense Shannon Miller y la ucraniana Lilia Podkopayeva (plata).